# Berdien Stenberg
 (février 2020).
Si vous disposez d'ouvrages ou d'articles de référence ou si vous connaissez des sites web de qualité traitant du thème abordé ici, merci de compléter l'article en donnant les références utiles à sa vérifiabilité et en les liant à la section « Notes et références ».
Berdien Stenberg, de son vrai nom Berdien Steunenberg, née le 30 juillet 1957 à Almelo dans la province d'Overijssel aux Pays-Bas, est une flûtiste et femme politique néerlandaise.

## Biographie
Après avoir obtenu son diplôme d'études secondaires, elle suit une formation de flûtiste classique au Royal Conservatory de La Haye. 
En 1983, Berdien interprète le titre "Rondo Russo" composé par l'italien Saverio Mercadante, la chanson se classe numéros un hit numéro des charts néerlandais.
Depuis 1998, Stenberg est membre de l'ACD au conseil municipal d'Almere, aux élections locales, elle a été réélue malgré à une mauvaise position de liste grâce à de nombreux votes préférentiels. 
Depuis 2010 elle est membre du conseil d'administration de la ville D'Almere.

## Discographie

### Albums
- 1980 : Secret Gardens (avec Judy Schomper) - Philips
- 1983 : Rondo Russo - Philips
- 1983 : Reflections - Mercury
- 1984 : Berdinerie - Philips
- 1985 : Ode aan Amadeus (avec Jaap van Zweden) - Philips
- 1985 : Encores - Philips
- 1985 : All Seasons - Polydor
- 1986 : Christmas - Dino Music
- 1987 : Pirouette - Polydor
- 1988 : Flute Fiesta (avec James Last) - Polydor
- 1988 : Her Most Beautiful Melodies - Philips
- 1989 : Amour pour Amour (avec Richard Clayderman) - Delphine
- 1990 : De Toverfluit van Mozart - Dino Music
- 1991 : Made in Japan - Dino Music
- 1992 : Melodies d'Amour - Dino Music
- 1995 : The Brandenburgs (avec Jaap van Zweden) - Dino Music
- 1995 : 12 1/2 Jaar - Dino Music
- 1996 : Chanson d'amour
- 1996 : It's a Small World - Columns Disc
- 2007 : The Romantic Flute - FonoTeam